# Трембіта (гурт)
«Трембіта» — український вокально-інструментальний гурт, що діяв у Вроцлаві в 1962 році, а потім з 1967 по 1970 рік. До репертуару «Трембіти» входили здебільшого українські народні пісні та романси в сучасному аранжуванні, а також пісні на музику відомих тоді композиторів з України: Ігоря Шамо, Мирослава Скорика, Анатолія Кос-Анатольського, Степана Сабадаша та інших.

## Склад
У 1967 році: фортепіано — Мирослав Бискош, гітара — Степан Бискош, контрабас — Кирило Баницький, перкусія — Мирослав Луць, флейта — Ярослав Томин. Солісти: Ярослав Кузьма, Ірина Збіровська, Христина Кулиґ.
У 1969 році: флейта — Ярослав Томин, гітара — Мар'ян Зьобро, контрабас, басова гітара — Кирило Баницький, електроорган — Зенон Базарник, ударні — Мирослав Луць. Солісти: Христина Кулиґ, Маруся Полянська, Ярослав Кузьма, Мар'ян Зьобро, Володимир Мокрий і Ян Богдашевський.

## Історія
Гурт був заснований 1962 року у Вроцлаві членами Українського суспільно-культурного  товариства, однак швидко розпався. «Трембіта» відновила свою діяльність 1967 року, музичним керівником став Ярослав Томин. Того ж року гурт взяв участь у Першому фестивалі української естради в Сяноці. Також у 1967 році ансамбль виступав перед делегатами на IV з'їзді УСКТ у Варшаві.
У червні 1968 року «Трембіта» з новою програмою виступила у Воєводському будинку культури, а в липні того року з тією ж програмою і новим солістом — Людвиком Чекайлом — виступила на II фестивалі української пісні  в Кентшині. У червні 1969 року ансамбль брав участь у ІІІ фестивалі української пісні в Кошаліні. У липні 1969 року гурт виступив в Кемблові, а у вересні в містечку Ґорце.
У 1970 році «Трембіта» формально припинила свою діяльність через конфронтацію музичного керівника ансамблю з секретарем ГП УСКТ. Попри це впродовж 1970 року гурт мав низку концертів. Останній відбувся у грудні 1970 року у Вроцлаві для місцевих пенсіонерів. «Трембіта» припинила свою діяльність через громадсько-політичну активність її музичного керівника, Ярослава Томина.
У березні 1971 року «Наше слово» — видання українськох громади в Польщі — повідомило, що «Трембіта» не братиме участі в фестивалі через те, що припинила своє існування.